# Ritratto frontale di Jeanne Hébuterne
Ritratto frontale di Jeanne Hébuterne è un dipinto a olio su tela (55 x38 cm) realizzato nel 1919 dal pittore italiano Amedeo Modigliani.
Fa parte di una collezione privata.
Modigliani qui ritrae Jeanne Hébuterne, sua compagna e ispiratrice di numerosi dipinti.